# نيال ماكنزي
نيال ماكنزي (بالإنجليزية: Niall Mackenzie)‏ مواليد 19 يوليو 1961، هو متسابق دراجات نارية اسكتلندي سابق فاز ببطولة سباق الجائزة الكبرى للدراجات النارية. نافس في سباقات بطولة العالم لفئة 500 سي سي ولفئة 250 سي سي ولفئة 50 سي سي. كما شارك في بطولة العالم للسوبربايك.

## روابط خارجية
- نيال ماكنزي على موقع MotoGP.com (الإنجليزية)
- نيال ماكنزي على موقع WorldSBK.com (الإنجليزية)